# PGC 646697
LEDA/PGC 646697 ist eine Elliptische Galaxie vom Hubble-Typ E im Sternbild Eridanus am Südsternhimmel. Sie ist schätzungsweise 1,6 Milliarden Lichtjahre von der Milchstraße entfernt. Im selben Himmelsareal befinden sich u. a. die Galaxien NGC 1396, NGC 1399, NGC 1404, NGC 1427.